# Mandarinand
Mandarinand (Aix galericulata) er en fugleart blandt de egentlige andefugle. Den er naturligt udbredt i Østasien, men undslupne fangenskabsfugle har etableret sig i Europa (især på de Britiske Øer) og Nordamerika.